# Coopération de défense d'Europe centrale
Coopération de défense d’Europe centrale
La Coopération de défense d'Europe centrale (abrégée CDEC), est une structure de collaboration militaire créée en 2010 et composée de pays d'Europe centrale (Autriche, République tchèque, Slovaquie, Hongrie, Slovénie et Croatie) ; la Pologne bénéficie d'un statut d'observateur dans le cadre de cette coopération. 
L'objectif commun est l'amélioration de la coopération en matière de défense, y compris la mise en commun et le partage des capacités de défense des pays membres et de l'organisation et de la formation commune et d'exercices d'envergure communs,.
Depuis la crise migratoire en Europe de 2015-2016, la coopération a porté sur la gestion de la migration de masse.
Tous les membres sont également membres de l'Union européenne et tous à l'exception de l'Autriche, sont dans l'Organisation du traité de l'Atlantique nord (OTAN), la présidence tourne tous les ans.

## Histoire
La formation du groupe a commencé à la fin de 2010, la première réunion des ministres de la Défense ont eu lieu en juin 2012 à Frauenkirchen, en Autriche.
Du 31 mars au 1er avril 2016, une conférence des ministres de la Défense de la CDEC, États membres ainsi que ceux de Pologne, Serbie, Macédoine et Monténégro a eu lieu à Vienne. Le thème central est la crise migratoire en Europe. L'Allemagne et la Grèce ont également été invités mais n'y participent pas. Une initiative conjointe a été prise pour sécuriser les frontières extérieures, la poursuite de la fermeture de la route des Balkans et de la mise en œuvre de règlement des mesures de migrants qui sont arrivés précédemment.
Le 19 juin 2017, les six pays se sont engagés à Prague dans une coopération plus étroite dans la lutte contre la migration illégale, y compris l'utilisation des forces armées. Parmi les objectifs du groupe : que tous les migrants qui souhaitent demander l'asile dans un pays de l'UE doivent le faire en dehors du bloc. Les pays travaillent sur un plan d'action conjoint, ce qui permettra de répartir les tâches entre les membres, les armées, les forces de police et d'autres organisations quand une réponse commune est nécessaire.
En septembre 2017, le groupe a organisé des exercices militaires conjoints appelés COOPSEC17 à Allentsteig en Autriche, axé sur la protection de la frontière de masse contre la migration illégale.